# HTPX
HTPX är en formfaktor för moderkort. HTPX  är större än ATX. Storleken på ett HTPX-moderkort är 345 x 381 mm, eller 13,6 x 15,0 tum. Moderkorten har över 9 PCI platser och passar inte i ett Mid-Tower Chassi utan behöver ett större chassi, Fulltower chassi. Ibland får man även skräddarsy chassit för att moderkortet ska få plats.